# スペース・ランデヴー
『スペース・ランデヴー』（Rendez-Vous）はジャン・ミッシェル・ジャールのアルバム。

## 曲目
1. ファースト・ランデヴー - First Rendez-Vous(2:53)
2. セカンド・ランデヴー - Second Rendez-Vous(7:35)
3. サード・ランデヴー - Third Rendez-Vous(3:42)
4. スペース・ランデヴー - Fourth Rendez-Vous(3:18)
5. フィフス・ランデヴー - Fifth Rendez-Vous(3:50)
6. ラスト・ランデヴー(ロンの詩) - Last Rendez-Vous: "Ron's Piece"(3:20)

※ アルバムタイトル、曲目のカナ表記、及び収録時間は国内盤(ポリドール=P33P 20042）のライナーノーツの記載を踏襲している。

## 概要
1986年4月5日にヒューストンで開催されたヒューストン市政150周年記念、テキサス州誕生150年及びNASA・ジョンソンスペースセンター開設25周年を祝うイベント「ヒューストン・フェスティバル」での野外パフォーマンス「ランデヴー・イン・ヒューストン」の為に作曲されたアルバム。
実際のライブは高層ビルに設置された2000個の1000Kwビデオ・プロジェクターやレーザー光線、打ち上げ花火を使用したマルチ・イベントとなり、ジャン・ミッシェル・ジャールは音楽監督に加えて技術監督も兼ね、仏米合わせて220人のスタッフを統括する役も引き受けた。

### ロンの詩
ラスト・ランデヴーの副題である「Ron's Piece/ロンの詩」のロンとは、1986年1月28日に起こった「チャレンジャー号爆発事故」に遭遇した宇宙飛行士の一人であるロナルド・マクネイアの事。
1985年夏に「ランデヴー・イン・ヒューストン」への参加と本作の制作を依頼されたジャン・ミッシェル・ジャールがNASAに見学に赴いた時にロンと知り合い、ロンがソプラノサックスを演奏する事を知って同イベントでの共演を打診した。ロンは快諾したが、同イベントが開催される前に事故が発生した為、共演は実現しなかった。